# Karl von Terzaghi

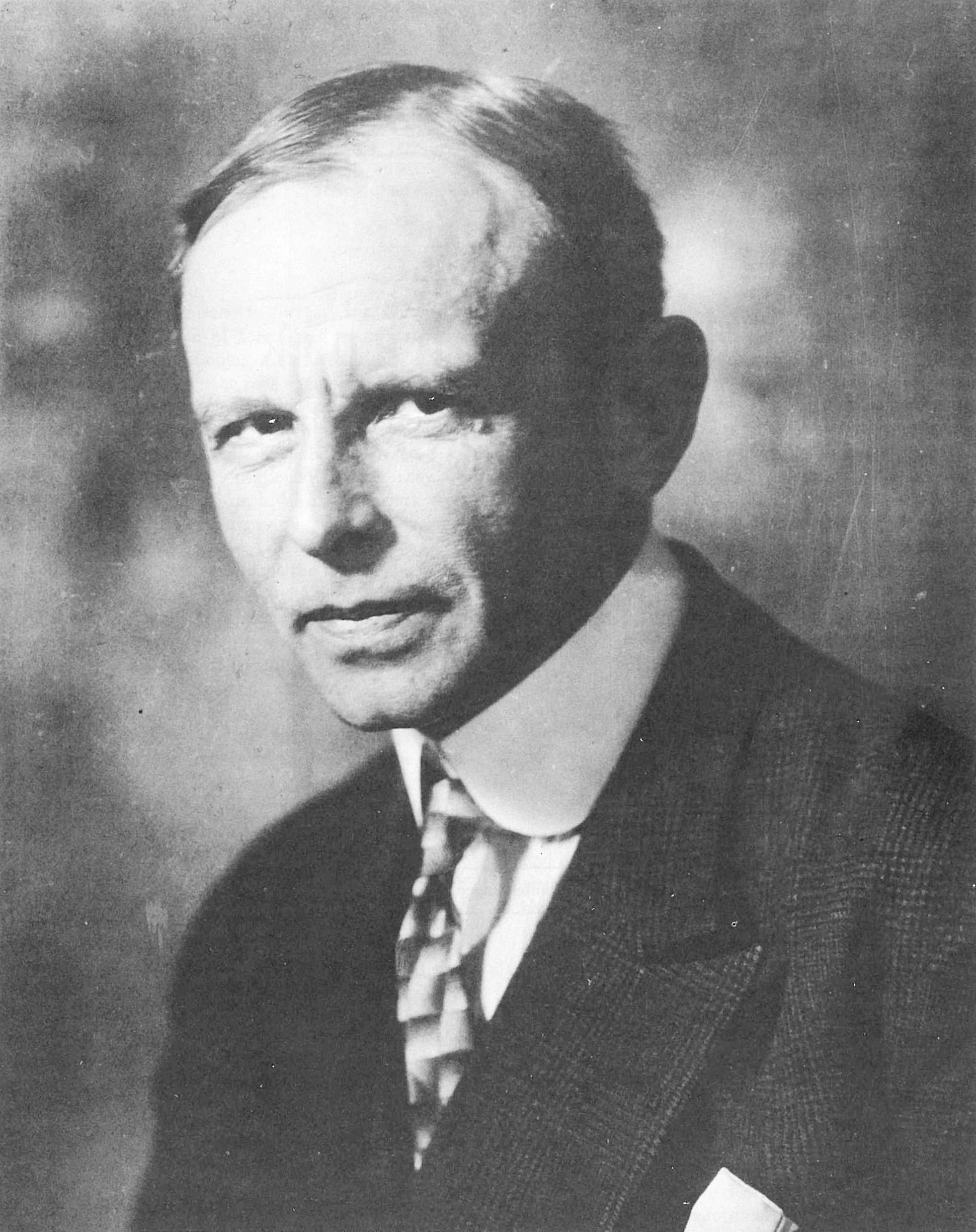
Karl von Terzaghi (1926)

Karl von Terzaghi (* 2. Oktober 1883 in Prag, Österreich-Ungarn; † 25. Oktober 1963 in Winchester (Massachusetts)) gilt als der Begründer der Bodenmechanik. Seit dem Adelsaufhebungsgesetz 1919 hieß er dem Gesetze nach Karl Terzaghi.

## Anfangsjahre
Karl von Terzaghi stammte aus einer alten österreichischen Familie mit langer militärischer Tradition. Seit dem Adelsaufhebungsgesetz 1919 hieß er Terzaghi. Sein Vater war Oberstleutnant in der Kaiserlich-königlichen Armee. Von Terzaghi wuchs nach dessen Pensionierung in Graz auf, besuchte aber ab dem Alter von 10 Jahren verschiedene militärisch ausgerichtete Gymnasien in Ungarn, Mähren, Wien und Graz. Er studierte Maschinenbau an der TH Graz und wurde 1902 im Corps Vandalia Graz aktiv. Er wendete sich dem Bauingenieurwesen und der Geologie zu und studierte unter anderem bei dem Wasserbauer Philipp Forchheimer. Das Studium wurde 1905 durch den einjährigen Wehrdienst unterbrochen.
Nach dem Abschluss als Diplom-Ingenieur (1904) arbeitete er 1906 als Ingenieur zunächst bei der Wiener Baufirma von Adolph von Pittel, die sich gerade auf das damals neue Feld der Wasserkraftwerke spezialisierte. Ihm oblagen sowohl der Entwurf von Stahlbetonkonstruktionen als auch die Bearbeitung von Gründungsproblemen und die Bauleitung. Unter anderem arbeitete er in Kroatien (Dammprojekt für Wasserkraftwerk) und St. Petersburg, woraus 1911 seine Dissertation über die Berechnung kreisförmiger Tankböden erwuchs. 1912 besuchte er zahlreiche Dammbauprojekte in den USA. Im Ersten Weltkrieg führte er als Oberleutnant eine Pionierkompanie auf dem serbischen Kriegsschauplatz. Später arbeitete er mit Richard von Mises und Theodore von Kármán an der Erweiterung des Militärflugplatzes Aspern.

## Istanbul und Massachusetts
Noch während des Ersten Weltkriegs wurde er auf Empfehlung von Forchheimer 1916 Professor in Konstantinopel (heute Istanbul) an der Königlichen Ottomanischen Universität (heute Technische Universität Istanbul), wo er in einem selbst errichteten Labor seine Forschungen zur Bodenmechanik begann (eine Arbeit über den Erddruck auf Stützwände wurde schon 1919 ins Englische übersetzt). 1919 setzte er seine Arbeit am Robert College (heute Boğaziçi Üniversitesi) in Istanbul fort, wo er mit teilweise neu erfundenen Messapparaten u. a. die Konsolidierung von bindigen Böden erforschte und seine Theorie der effektiven Bodenspannung erforschte, die tatsächlich (wie der Titel seines berühmten Buches von 1924 ausdrückte) die Bodenmechanik auf eine physikalische Grundlage stellte. Das Buch hatte einen großen Einfluss und trug ihm 1925 eine Professur am MIT (Massachusetts Institute of Technology) in den USA ein, wo er ebenfalls aus dem Nichts ein neues Labor erschuf, in einer Reihe von Artikeln in den Engineering News Records seine neuen, anfangs noch umstrittenen Theorien bekannt machte und seine Karriere als beratender Bodenmechaniker startete. In seine Zeit am MIT fielen auch seine Experimente zum Erddruck auf Stützwände unter Berücksichtigung der Wandbewegung. 1928 wurde er in die American Academy of Arts and Sciences gewählt.

## Professor in Wien
Von 1929 bis 1938 lehrte er an der Technischen Hochschule in Wien, die in dieser Zeit zu einem internationalen Zentrum der Bodenmechanik wurde. Gleichzeitig setzte er seine Beratertätigkeit fort, zum Beispiel beim Wolga-Don-Kanal in der Sowjetunion. Ab 1933 war er in einen öffentlich ausgetragenen, wissenschaftlichen Streit mit seinem Wiener Professorenkollegen Paul Fillunger verwickelt. Fillunger hatte eine eigene Theorie effektiver Spannungen in porösen Medien entwickelt und kritisierte Terzaghis Konsolidierungstheorie (1936 in einem Buch mit Otto Karl Fröhlich veröffentlicht) in sehr polemischer Weise. Er bezweifelte die Notwendigkeit einer eigenständigen Bodenmechanik (Erdbaumechanik?) in einer 1936 selbst verlegten Schrift, wobei er Terzaghi auch persönlich angriff. Terzaghi erwiderte mit seinem Kollegen Fröhlich in dem Buch Erdbaumechanik und Baupraxis – eine Klarstellung im Januar 1937. Als die Polemik von Seiten Fillungers nicht nachließ, strengte Terzaghi an der TH Wien ein Disziplinarverfahren gegen Fillunger an. Als die Gefahr der Entlassung drohte, nahm sich Paul Fillunger zusammen mit seiner Frau am 6. März 1937 das Leben durch Gasvergiftung in ihrer Wohnung. Der emeritierte Professor für Mechanik in Essen Reint de Boer, der Fillunger für einen verkannten Vorläufer der Theorie poröser Medien hält, widmete der Affäre, in der er auch ausführlich auf Terzaghis Karriere eingeht, 2005 ein Buch. Mit Fillunger hatte Terzaghi auch einen heftigen Disput über die (1976 eingestürzte) Reichsbrücke in Wien: Fillunger äußerte heftige Bedenken, am Ende setzte sich aber die Ansicht von Terzaghi durch. Terzaghi sah die Affäre als Teil einer Intrige, um seinen Ruf zu schädigen und verdächtigte Hintermänner. Er erwog in der Folge zeitweise seine Vorlesungstätigkeit in Wien einzustellen.
1935 kam es bei der beratenden Tätigkeit für die Organisation Todt, die er unter anderem bei der Sanierung der Autobahn München-Salzburg beraten hatte, zum Disput über Gründungsprobleme für die Großbauvorhaben der NSDAP in Nürnberg (die Kongresshalle Nürnberg), die nach Terzaghis Tagebüchern auch zu Diskussionen mit dem an seinen Bauvorhaben stets sehr interessierten Adolf Hitler selbst führten. Zur Wende 1935/1936 hielt er auch eine Gastvorlesung an der TH Berlin. Fritz Todt und einige seiner Schüler, die in Berlin waren, wollten ihm in Deutschland eine Professur verschaffen, doch Terzaghi lehnte ab, nicht zuletzt wegen eines Gesprächs, das er Weihnachten 1935 mit Otto Franzius in Hannover führte, in dem sich Franzius negativ zu Hitler und dessen Kriegsabsichten äußerte. Hauptzweck des Besuchs war der Einsturz einer Baugrube für den Nord-Süd-Tunnel der Berliner S-Bahn im August 1935, bei dem 19 Arbeiter starben und für den Terzaghi als Gutachter im Gespräch war, woraus aber nichts wurde, da Terzaghi wieder nach Harvard zurückkehren musste. Nach dem Einmarsch der deutschen Truppen in Österreich im März 1938 kehrte Terzaghi, der sich gerade in Frankreich aufhielt, wo er als Berater für Dammprojekte in Nordafrika tätig war, nicht auf seinen Lehrstuhl zurück, der später von Fröhlich übernommen wurde. Terzaghi gab in Briefen an das Unterrichtsministerium und den Rektor der TH Wien im August und November 1938 an, dass aus gesundheitlichen Gründen nicht auf seinen Lehrstuhl zurückkehren könne. Er erwähnte auch, dass er seinen Lehrstuhl zu seiner eigenen Zufriedenheit stets von „nicht-arischen Elementen“ freigehalten habe und bereits im Austrofaschismus aufgrund seiner Sympathien gegenüber der nationalistischen Studentengruppe Nachteile durch das damalige Regime erfahren habe.

## Emigration in die Vereinigten Staaten
Terzaghi ging in die USA und setzte seine Tätigkeit an der Harvard University in Boston fort. Ausschlaggebend für die Emigration dürften karrierepolitische Aspirationen und der Umstand gewesen sein, dass seine Ehefrau als US-Amerikanerin in Wien Repressalien zu befürchten gehabt hätte. 1943 wurde er US-amerikanischer Staatsbürger. In den 1940er Jahren war er u. a. beratend am Bau der Chicagoer U-Bahn und den Hafenanlagen von Newport News in Virginia beteiligt. 1953 wurde er emeritiert, hielt aber weiter Gastvorlesungen und setzte seine umfangreiche Tätigkeit als beratender Ingenieur insbesondere bei Dammprojekten fort. 1954 bis 1959 war er der führende Berater für den Bau des Assuan-Staudamms, was wegen Meinungsverschiedenheiten mit den russischen Ingenieuren endete. Besonders viele Dammprojekte für Wasserkraftwerke betreute er in British-Columbia im Westen Kanadas, wo heute ein Damm im Bridge River Power Project nach ihm benannt ist.
Verheiratet war er mit der amerikanischen Geologin Ruth D. Terzaghi.
Terzaghi hatte zahlreiche bedeutende Schüler. Allein aus seiner Wiener Zeit zählen dazu Walter Bernatzik, Mikael Juul Hvorslev, Wilhelm Steinbrenner Hubert Borowicka, Richard Jelinek, Leo Rendulic (der in den 1930er Jahren bei Terzaghi Triaxialtests an gesättigten Tonböden ausführte, die das Konzept der effektiven Spannung bestätigten), Leo Casagrande, Wilhelm Loos, Christian Veder, Peter Siedek, Gregory Tschebotarioff. In Harvard war Arthur Casagrande sein Schüler und späterer enger Mitarbeiter. Auch zahlreiche Ingenieure, die er für seine umfangreiche Beratertätigkeit einspannte, zählten sich zu seinen Schülern, wie Ralph Peck oder der Mexikaner Leonardo Zeevaert.

## Wissenschaftliche Leistungen
Er begründete mit seinen Theorien und Experimenten zur Bodenkonsolidierung, zum Erddruck, zur Tragfähigkeit und zur Stabilität des Bodens die moderne Bodenmechanik als selbstständige Ingenieurwissenschaft, was ihm vielfach den Ehrentitel Vater der Bodenmechanik eintrug. Seine Publikationen wurden zu einschlägigen Standardwerken. Unter anderem entwickelte er eine Filterregel für die Durchsickerung von Böden und das Konzept der effektiven Spannung.

## Ehrungen
Terzaghi erhielt viermal die Norman-Medaille der ASCE (American Society of Civil Engineers) (1930, 1943, 1946 und 1955). Außerdem erhielt er neun Ehrendoktortitel von Universitäten aus acht Ländern, unter anderem:
- Technische Universität Istanbul, 1949
- Technische Hochschule Graz, 1963

Der seit 1963 vergebene Terzaghi Award der ASCE gilt als die höchste Auszeichnung der Bodenmechanik. Die „Terzaghi Lectures“ werden regelmäßig in der Zeitschrift Journal of Geotechnical and Geoenvironmental Engineering der ASCE veröffentlicht. Erster Lecturer war 1963 Ralph Peck. Auch die Vienna Terzaghi Lectures sind ihm zu Ehren benannt.
Terzaghi war der Initiator der Gründung der Internationalen Gesellschaft für Bodenmechanik und Grundbau (ISSMFE, International Society for Soil Mechanics and Foundation Engineering), deren Internationale Konferenz zuerst 1936 in Cambridge (Massachusetts) stattfand. Terzaghi präsidierte auf dieser Konferenz und auf den folgenden 1948 in Rotterdam, 1952 in Zürich und 1956 in London. Auf der Konferenz 1961 in Paris war er Ehrenpräsident.
Im Jahr 1966 wurde in Donaustadt (22. Bezirk) die Terzaghigasse nach ihm benannt.

## Sonstiges
Ein Großteil seines Nachlasses befindet sich aufgrund der Bemühungen von Laurits Bjerrum in der Terzaghi Bibliothek in Oslo beim Norwegischen Geotechnischen Institut.

## Anekdoten
Während seines Aufenthalts in Paris wurde er auch 1938 zur Untersuchung des Versagens (1937) des Chingford Damms der Wasserversorgung im Norden Londons (William Girling Reservoir) noch während des Baus hinzugezogen. Der von britischer Seite geschickte Ingenieur legte ihm zunächst nur kommentarlos die Baupläne vor (ohne ihn über den Hintergrund zu informieren) und fragte ihn um seine Meinung über das Dammprojekt. Nachdem er sie studiert hatte, fragte Terzaghi, wo der Damm gebaut werden sollte, und auf die Antwort „im Norden Londons“ meinte er, sie müssten wohl von einem Feind Englands stammen, der die Hauptstadt fluten wollte. Der Ingenieur, den sein Chef beauftragt hatte, Terzaghi zunächst nichts über den bereits eingetretenen Schaden zu sagen, sondern seine Reaktion abzuwarten, klärte ihn daraufhin auf und engagierte ihn als Schadensgutachter. An der Aufklärung des Schadens war auch Alec Skempton, der „Vater“ der britischen Bodenmechanik, als junger Ingenieur beteiligt.

## Zitate
“I produced my theories and made my experiments for the purpose of establishing an aid in forming a correct opinion and I realized with dismay that they are still considered by the majority as a substitute for common sense and experience.”

„Ich stellte meine Theorien auf und unternahm meine Experimente, um ein Mittel bereitzustellen, sich eine zutreffende Meinung zu bilden, erkannte aber zu meiner Enttäuschung, dass sie von den meisten noch heute als Ersatz für gesunden Menschenverstand und Erfahrung mißverstanden werden.“

“Theory is the language by means of which lessons of experience can be clearly expressed.”

„Theorie ist die Sprache, in der Lehren der Praxis klar ausgedrückt werden können.“

## Werke
- Erdbaumechanik auf bodenphysikalischer Grundlage. Wien 1925.
- mit Otto Karl Fröhlich: Theorie der Setzung von Tonschichten – eine Einführung in die analytische Tonmechanik. Deuticke, Wien / Leipzig 1936.
- Large Retaining Wall Tests. Engineering News Record, 1934.
- mit Richard Jelinek: Theoretische Bodenmechanik. Springer, 1954 (englisch Theoretical Soil Mechanics. Wiley, New York 1943).
- mit Ralph Peck: Bodenmechanik in der Baupraxis. Springer, 1951 (zuerst englisch 1948; 3. Auflage mit Gholamreza Mesri Soil mechanics in engineering praxis. Wiley 1996).
- Alec Skempton, Arthur Casagrande, Laurits Bjerrum (Hrsg.): From theory to praxis in soil mechanics – selections, 1960 (mit Biografie von Casagrande und Reprints von Terzaghi wie Experiences as a consultant).